# Хордогой
Хордого́й (якут. Хордоҕой) — село в Сунтарском улусе Республики Саха (Якутия) России. Административный центр Вилючанского наслега.

## География
Село находится в юго-западной части Якутии, на левом берегу реки Вилюй, вблизи места впадения в неё реки Кенкеме, выше впадения Вилюйчана, на расстоянии примерно 110 км (по прямой) к северо-западу от села Сунтар, административного центра улуса. Абсолютная высота — 157 м над уровнем моря.
Климат
Климат характеризуется как резко континентальный. Средняя температура воздуха самого тёплого месяца (июля) составляет 17-18 °C; самого холодного (января) — −34 − −50 °C. Среднегодовое количество атмосферных осадков составляет 250—300 мм.
Часовой пояс
Село Хордогой находится в часовой зоне МСК+6. Смещение применяемого времени относительно UTC составляет +9:00.

## Население
| 2002 | 2010 | 2021 |
| ---- | ---- | ---- |
| 819  | ↘670 | ↘600 |

Половой состав
По данным Всероссийской переписи населения 2010 года в гендерной структуре населения мужчины составляли 48,5 %, женщины — соответственно 51,5 %.
Национальный состав
Согласно результатам переписи 2002 года, в национальной структуре населения якуты составляли 94 % из 819 чел.

## Улицы
| - ул. А. Павлова, - ул. В. Павлова, - ул. Гуляева, - ул. Комсомольская, | - ул. Ленина, - ул. Новая, - ул. Октябрьская, - ул. Парковая, | - пер. Подрясова, - пер. Центральный, - пер. Школьный. |